# Christian Bogislaw von Linden
Christian Bogislaw von Linden (* September 1707 auf Gut Broock, Landkreis Demmin, Vorpommern; † 7. Februar 1779 ebenda) war königlich preußischer Offizier, zuletzt im Range eines Generalmajors.

## Leben
Er entstammte der in Schwedisch-Pommern geadelten Familie von Linden. Sein Vater war Karl von Linden. Seine Mutter war eine Schwester des preußischen Generalfeldmarschalls Kurt Christoph von Schwerin.
Linden schlug eine militärische Laufbahn ein und hatte 1756 den Rang eines Majors. Nach der Schlacht bei Kunersdorf wurde er wegen besonderer Leistungen zum Oberst befördert. Am 25. Dezember 1760 wurde er zum Generalmajor und Chef des Infanterie-Regiments Nr. 26 ernannt. Er wurde mit dem Orden Pour le Mérite ausgezeichnet.
1764 ließ er sich in den Ruhestand versetzen und zog sich auf seine vorpommerschen Güter Broock, Hohenbüssow und Buchholz zurück. Um 1770 ließ er das Barock-Schloss Broock errichten. 1773 erwarb er die Güter Altenhagen und Philipshof aus dem Konkurs der Familie von Maltzahn.
Linden heiratete in erster Ehe am 12. März 1738 auf Gut Terpt (Brandenburg) Henriette Sophie von Rohr (* 14. Juni 1716 auf Gut Mahlsdorf; † 25. Juni 1769), die Tochter des Henning Ewald von Rohr und der Margarete Sabine von Göllnitz. Schon bald nach ihrem Tod heiratete er in zweiter Ehe (Ehevertrag vom 22. September 1769) Anna Catharina Tugendreich von Heyden (* 1737). Beide Ehen blieben ohne männliche Nachkommen. Nach seinem Tod fiel der Besitz an seinen Bruder Karl Friedrich von Linden.
Christian Bogislaw von Linden wurde wie seine beiden Frauen in einer Gruft in der Kirche Alt Tellin bestattet.